# Западные союзники
«За́падные сою́зники», в западном мире также часто упоминаемые как просто «сою́зники» (англ. Allies) — коалиция демократических стран, а также их колоний, часть антигитлеровской коалиции во время Второй мировой войны (как эти страны именовали себя и своих союзников в своих пропагандистских средствах массовой информации в военное, а затем и послевоенное время). Ключевую роль в этой коалиции играли Соединённое Королевство, страны Британского Содружества наций, Соединённые Штаты Америки, а также Франция и некоторые другие страны. СССР и Китай не включаются в понятие «западные союзники».
Коалиция возникла в ответ на вторжение нацистской Германии в Польшу в 1939 году, когда, связанные с последней и между собой союзными соглашениями о взаимопомощи, вступили в войну Великобритания, Франция, Австралия, Новая Зеландия и чуть позже Канада, Ньюфаундленд, Южно-Африканский Союз, Непал. Позже в число «западных союзников» вошли некоторые другие страны, в том числе США, которые до 1941 года формально не были в состоянии войны, но были «невоюющим союзником» ввиду большой военной и экономической помощи воюющим странам и согласно Атлантической хартии 1941 года.
Термин «(западные) союзники» продолжал применяться для обозначения американских, британских и французских вооружённых сил, расположенных в  Западном Берлине с 1945 по 1994 годы.